# Aleksander Wronowski
Aleksander Wronowski herbu Topór (zm. w 1697 roku) – stolnik latyczowski w latach 1683–1695, miecznik latyczowski w latach 1676–1683, pułkownik królewski, starosta lityński.
W 1683 roku był dowódcą chorągwi pancernej koronnej króla Jana III Sobieskiego.